# Blue Creek (Cuyuni River)
Blue Creek ist ein Fluss im Einzugsbereich des Río Cuyuní in Guyana. Der kleine Fluss verläuft in der Region Cuyuni-Mazaruni, etwa 80 km von Georgetown entfernt.